# Artit Tangwiboonpanit
Artit Tangwiboonpanit (tiếng Thái: อาทิตย์ ตั้งวิบูลย์พาณิชย์, phiên âm: A-thít Tang-vi-bun-pa-nít, sinh ngày 23 tháng 09 năm 1990) còn có nghệ danh là Bank (แบงค์), là một diễn viên và người mẫu người Thái Lan. Anh đang là diễn viên độc quyền trên kênh Channel 7 (CH7) Thái Lan. Anh từng biết đến những vai diễn như Chiếc hộp tình yêu, Cặp đôi cay như ớt, Đùa yêu.

## Các bộ phim đã từng tham gia

### Phim truyền hình
| Năm  | Phim                                   | Vai                        | Đóng với                     | Đài |
| ---- | -------------------------------------- | -------------------------- | ---------------------------- | --- |
| 2012 | Raeng Ngao Cái bóng                    | Bee                        |                              | CH3 |
| 2013 | Madam Dun Quý bà lăng xê               | Tum                        |                              | CH3 |
| 2014 | Cubic Chiếc hộp tình yêu               | Lin Puey In                | Nuttanicha Dungwattanawanich | CH3 |
| 2015 | Sud Kaen Saen Rak                      | Luerchai                   |                              | CH3 |
| 2015 | Lueam Salub Lai Sự chuyển mình hoa lệ  | Prieow                     | Kaneungnij Jaksamittanon     | CH7 |
| 2016 | Rahut Prissana                         | Sarut                      | Sonya Singha                 | CH7 |
| 2016 | Ku Woon Lun Paen Ruk Tình yêu hỗn loạn | Natee                      | Rinyarat Watchararojsiri     | CH7 |
| 2016 | Kamin Gub Poon                         | Tanpan                     | Mookda Narinrak              | CH7 |
| 2017 | Koo Za Rot Zab Cặp đôi cay như ớt      | Arnon                      | Nattasha Nauljam             | CH7 |
| 2017 | Hong Neur Mongkorn Thiên nga cốt rồng  | Prab Pracharuk             |                              | CH7 |
| 2017 | Wan Chai Nai Hunyon                    | ตูน (รับเชิญ)                 |                              | CH7 |
| 2018 | Sanaeha Maya Ảo vọng xa vời            | Salat / Leo                | Pimpawee Kograbin            | CH7 |
| 2018 | Pan Ta Gaan Ruk Đùa yêu                | Panthakan Khomphimuk (Pan) | Mookda Narinrak              | CH7 |
| 2018 | Rabum Marn Vũ điệu của quỷ             | Rachada                    | Tussaneeya Karnsomnut        | CH7 |
| 2020 | Sarp Sungkeet Khúc nhạc bị nguyền rủa  | Yot                        | Pimprapa Tangprabhaporn      | CH7 |
| 2020 | Rahut Rissaya Mật mã đố kỵ             | Siva Rathanakrith / Siwa   | Paparwadee Chansamorn        | CH7 |
| 2021 | Katha Singh Quyền trượng mãnh sư       | Trai / Chaiya              | Kessarin Noiphueng           | CH7 |
|      | Pom Pang Baan                          |                            | Charinporn Ngeoncharoen      | CH7 |

### Phim ngắn
| Năm  | Phim                                 | Vai | Đóng với                                     | Đài |
| ---- | ------------------------------------ | --- | -------------------------------------------- | --- |
| 2016 | Tai Rom Pra Baramee: Arthit Up Saeng | ยุ่นฟู | Wongsakorn Poramathakorn & Pimpawee Kograbin | CH7 |
| 2017 | Fah Mee Ta                           | จร  |                                              | CH7 |

### Phim điện ảnh
| Năm  | Phim                                    | Vai  | Đóng với                                                |
| ---- | --------------------------------------- | ---- | ------------------------------------------------------- |
| 2012 | Heaven & Hell Thidduwwowfng và địa ngục | Mac  | Patcharee Tubthong, Akkarin Akaranithimetrath           |
| 2012 | Distortion                              | Khem | Arpa Pawilai, Boonyisa Jantrarachai, Sarunyu Prachakrit |